# Queen Elizabeth (phim 2023)
Queen Elizabeth là một bộ phim nói tiếng Malayalam của Ấn Độ năm 2023 do M Padmakumar đạo diễn và Ranjith Manambarakkat, M. Padmakumar và Sreeram Manambarakkar sản xuất. Nó có Meera Jasmine trong vai chính. Bộ phim là một câu chuyện vui nhộn, hơi độc đáo xoay quanh một phụ nữ thành thị, người phải đối mặt với một số thăng trầm trong cuộc sống. Dàn diễn viên còn lại bao gồm Narain, Shweta Menon, Johny Antony, Neena Kurup, Jude Anthany Joseph, Manju Pathros và VK Prakash. Queen Elizabeth ra rạp vào ngày 29 tháng 12 năm 2023. Sau đó, dự kiến ra mắt trên ZEE5 vào ngày 14 tháng 2 năm 2024.

## Câu chuyện
Một nghệ sĩ giải trí nhẹ nhàng lấy bối cảnh thành thị. Phim kể về một người phụ nữ cứng đầu chưa chồng tên Elizabeth, có cuộc sống giản dị. Trong khi nhân vật của cô bị những người xung quanh không tán thành thì Alex lại đang theo đuổi để thu phục cô. Mọi chuyện thay đổi khi Elizabeth đến Coimbatore để họp kinh doanh. Cô được chẩn đoán mắc bệnh ung thư tuyến tụy giai đoạn 3. Elizabeth phát hiện ra rằng mình chỉ còn sống được 3 tháng nữa và thay đổi tính cách của mình. Cô kết bạn với nhân viên của mình và tạo dựng mối quan hệ với gia đình. Cô kết bạn với Alex và dần yêu anh ta. Ở phần cuối, Elizabeth tiết lộ về căn bệnh của mình với người yêu và họ đến thăm bác sĩ Vysakh. Người ta tiết lộ rằng bác sĩ đã tư vấn cho Elizabeth đang bị rối loạn tâm thần do cái chết của con cô vì bệnh ung thư tuyến tụy và Elizabeth không bị ung thư. Cao trào cho thấy Elizabeth đã kết hôn với Alex và đang sống hạnh phúc.

## Dàn diễn viên
- Meera Jasmine trong vai Elizabeth Thiên thần Simon
- Narain vai Alex
- Shweta Menon trong vai Tiến sĩ Shanti Krishna
- Johny Antony trong vai Varghese Pothan
- Neena Kurup vai Salomi
- Jude Anthany Joseph trong vai Abin
- Manju Pathrose vai Sheeba
- VK Prakash vai Simon
- Ramesh Pisharody trong vai Abhilash
- Vineeth Vishwam trong vai Sumesh
- Mallika Sukumaran vai Gracy
- Arya vai Sangeetha
- Shruthi Rajanikanth trong vai Roshni
- Saniya Babu vai Hoa Hồng
- Anjana Appukuttan trong vai Sindhu
- Renji Panicker vai bác sĩ Vysakh
- Bậc thầy Vashisht trong vai Jagan
- Chithra Nair vai Arya
- Pearle Maaney vai người nổi tiếng

## Sản xuất
Bộ phim chứng kiến sự tái hợp của dàn diễn viên chính Meera Jasmine và Narain sau 17 năm, sau khi họ xuất hiện cùng nhau trong Achuvinte Amma (2005) và Minnaminnikoottam (2008). Buổi chụp hình của Nữ hoàng Elizabeth bắt đầu ở Kochi vào tháng 4 năm 2023. Và nó được gói vào ngày 1 tháng 5 năm 2023.

## Thu nhận
Bộ phim đã tạo ra những đánh giá tích cực. OnManorama nhận xét: "Phim khá hấp dẫn và sẽ phù hợp với những ai thích xem phim thuộc thể loại hài lãng mạn. Malayalam Samayam đánh giá bộ phim 3 trên 5. OTT Play cũng đánh giá bộ phim 3 trên 5 khi nhận xét: "Bộ phim đáp ứng tiêu chí dành cho một bộ phim giải trí gia đình." 

## Người giới thiệu
1. ↑  "Meera Jasmine's next, 'Queen Elizabeth'". The Hindu. Lưu trữ bản gốc ngày 3 tháng 6 năm 2023. Truy cập ngày 11 tháng 2 năm 2024.
2. ↑  "Narain's character poster from Queen Elizabeth is out". Cinema Express. Lưu trữ bản gốc ngày 19 tháng 5 năm 2023. Truy cập ngày 11 tháng 2 năm 2024.
3. ↑  "Meera Jasmine and Narain starrer 'Queen Elizabeth' to hit the big screens in December". Times of India. Lưu trữ bản gốc ngày 23 tháng 12 năm 2023. Truy cập ngày 11 tháng 2 năm 2024.
4. ↑  "Queen Elizabeth' OTT release: When and where to watch the Meera Jasmine and Narain starrer". Times of India. Lưu trữ bản gốc ngày 5 tháng 2 năm 2024. Truy cập ngày 11 tháng 2 năm 2024.
5. ↑  "Meera Jasmine-Narain to team up in 'Queen Elizabeth'". Free Press Journal. Lưu trữ bản gốc ngày 14 tháng 2 năm 2024. Truy cập ngày 11 tháng 2 năm 2024.
6. ↑  "'Achuvinte Amma' stars Meera Jasmine, Narain to be seen together in Queen Elizabeth". On Manorama. Lưu trữ bản gốc ngày 5 tháng 4 năm 2023. Truy cập ngày 11 tháng 2 năm 2024.
7. ↑  "It's a wrap for Narain - Meera Jasmi starrer 'Queen Elizabeth". IndiaTimes. Lưu trữ bản gốc ngày 22 tháng 5 năm 2023. Truy cập ngày 11 tháng 2 năm 2024.
8. ↑  "'Queen Elizabeth' review - Meera Jasmine, Narain star in vibrant, slightly quirky film". On Manorana. Lưu trữ bản gốc ngày 16 tháng 1 năm 2024. Truy cập ngày 11 tháng 2 năm 2024.
9. ↑  "'Queen Elizabeth' review - Malayalam Samayam". Malayalam Samayam. Lưu trữ bản gốc ngày 14 tháng 2 năm 2024. Truy cập ngày 11 tháng 2 năm 2024.
10. ↑  "Queen Elizabeth review: Narain, Meera Jasmine shine in this predictable family entertainer". OTT Play. Lưu trữ bản gốc ngày 13 tháng 2 năm 2024. Truy cập ngày 11 tháng 2 năm 2024.

- Queen Elizabeth at IMDb
- Queen Elizabeth on ZEE5